# وريد مخي كبير
الوريد المخي أو الدماغي الكبير أو الأكبر هو واحد من الأوعية الدموية الكبيرة في الجمجمة. كما يُعرف أيضًا باسم "وريد جالينوس"، نسبةً إلى مُكتشفه، الطبيب اليوناني جالينوس. ومع ذلك، فإنه ليس الوريد الوحيد الذي يحمل هذا الاسم.[بحاجة لمصدر]

## روابط خارجية
- "Anatomy diagram: 13048.000-3". Roche Lexicon - illustrated navigator. Elsevier. مؤرشف من الأصل في 2012-07-22.
- http://neuroangio.org/venous-brain-anatomy/deep-venous-system/
- صور وريد جالينوس